# Potentilla gabarae
Potentilla gabarae är en rosväxtart som beskrevs av Kolodziejek. Potentilla gabarae ingår i Fingerörtssläktet som ingår i familjen rosväxter. Inga underarter finns listade i Catalogue of Life.